# 宇宙船地球号II
『宇宙船地球号II』（うちゅうせんちきゅうごうツー）は、レイジーの8枚目のオリジナルアルバム。2002年11月6日にLantisから発売された。

## 概要
1980年発売のアルバム『宇宙船地球号』の続編的な内容。2014年現在最後のオリジナルアルバムである。タイトルは『Happy Time』の時に仮題として考えられていたもの。

## 収録曲
| 全編曲: LAZY。 |                                         |              |                        |       |
| #              | タイトル                                | 作詞         | 作曲                   | 時間  |
| 1.             | 「Why」                                 | 影山ヒロノブ | 影山ヒロノブ           | 6:56  |
| 2.             | 「Rock on Me」                          | 影山ヒロノブ | 井上俊次、影山ヒロノブ | 6:23  |
| 3.             | 「Driving High」                        | 高崎晃       | 高崎晃                 | 5:21  |
| 4.             | 「EARTH ARK（宇宙船地球号）」           | 伊達歩       | 高崎晃                 | 5:23  |
| 5.             | 「Midnight Cruising」                   | 高崎晃       | 高崎晃                 | 4:46  |
| 6.             | 「Naughty Naughty（FUNK THE TRIPPER）」 | 影山ヒロノブ | 影山ヒロノブ           | 5:35  |
| 7.             | 「Make Me Wonder」                      | 高崎晃       | 高崎晃                 |       |
| 8.             | 「Young & Innocent」                    | 影山ヒロノブ | 影山ヒロノブ           | 6:18  |
| 9.             | 「After the Thrill is Gone」            | 高崎晃       | 高崎晃                 | 5:21  |
| 10.            | 「Zone of the Enders」                  | LAZY         | LAZY                   | 5:43  |
| 11.            | 「Respect」                             | 影山ヒロノブ | 樋口宗孝               | 5:12  |
| 12.            | 「Legend of the Light」                 | LAZY         | LAZY                   | 6:05  |
| 合計時間:      | 合計時間:                               | 合計時間:    | 合計時間:              | 67:57 |

## 曲解説
1. Why
2. Rock on Me
3. Driving High
4. EARTH ARK（宇宙船地球号）
『宇宙船地球号』にも収録されていたタイトル曲。本アルバムでは原曲よりもテンポが落とされ、ヘヴィなアレンジになっている。
5. Midnight Cruising
6. Naughty Naughty（FUNK THE TRIPPER）
7. Make Me Wonder
高崎がリードボーカル。
8. Young & Innocent
後に影山のソロアルバム『Cold Rain』でセルフカバーされている。
9. After the Thrill is Gone
10. Zone of the Enders
16作目のシングル。『Z.O.E Dolores, i』オープニングテーマ。
11. Respect
12. Legend of the Light
  - 『アンジェリーク〜聖地より愛をこめて〜』エンディングテーマ。15作目のシングル『Angelique〜永遠の約束〜』のカップリング曲。